# Pablo Bastianini
Pablo Emanuel Bastianini (Zárate, 9 novembre 1982) è un ex calciatore argentino, di ruolo attaccante.